# Urva
Urva – rodzaj drapieżnych ssaków z podrodziny Herpestinae w obrębie rodziny mangustowatych (Herpestidae). 

## Rozmieszczenie geograficzne
Rodzaj obejmuje gatunki występujące w Azji (Arabia Saudyjska, Bahrajn, Kuwejt, Iran, Afganistan, Pakistan, Chiny, Indie, Sri Lanka, Nepal, Bangladesz, Bhutan, Mjanma, Tajlandia, Kambodża, Wietnam, Malezja, Singapur, Filipiny i Indonezja).

## Morfologia
Długość ciała (bez ogona) 25–55,8 cm, długość ogona 17,2–47 cm, długość tylnej stopy 6–10,9 cm, długość ucha 1,8–3,5 cm; masa ciała 305–4000 g; samce są większe i cięższe od samic.

## Systematyka
Rodzaj zdefiniował w 1837 roku angielski etnolog i przyrodnik Brian Houghton Hodgson w artykule zatytułowanym O nowym rodzaju stopochodnych, opublikowanym w czasopiśmie „The Journal of the Asiatic Society of Bengal”. Gatunkiem typowym jest (oryginalne oznaczenie) mangusta krabożerna (U. urva).

### Etymologia
- Mangusta: wschodnioindyjska nazwa Mangutia dla tego gatunku, zaadaptowana jako „la Mangouste” przez Buffona w 1765 roku, od telugu mangīsu lub marathi mangus ‘mangusta’[13]. Gatunek typowy: Horsfield wymienił kilka gatunków – Viverra ichneumon Linnaeus, 1758, Ichneumon major É. Geoffroy Saint-Hilaire, 1818 (= Viverra ichneumon Linnaeus, 1758), Ichneumon edwardsii É. Geoffroy Saint-Hilaire, 1818, Ichneumon griseus É. Geoffroy Saint-Hilaire, 1818 (= Viverra nems Kerr, 1792 (nomen dubium)), Ichneumon javanicus É. Geoffroy Saint-Hilaire, 1818, Mustela galera von Schreber, 1776 (nomen dubium) i Ichneumon ruber Geoffroy Saint-Hilaire, 1818 (= Ichneumon javanicus É. Geoffroy Saint-Hilaire, 1818) – nie wskazując gatunku typowego.
- Urva: nepalska nazwa Arva dla mangusty krabożernej[14].
- Mesobema: gr. μεσος mesos ‘środkowy, pośredni’; βημα bēma, βηματος bēmatos ‘krok, chód’[15]. Gatunek typowy (oryginalne oznaczenie): Urva cancrivora B.H. Hodgson, 1837 (= Gulo urva B.H. Hodgson, 1836).
- Calogale (Galogale): gr. καλος kalos ‘piękny’; γαλεη galeē lub γαλη galē ‘łasica’[16]. Gatunek typowy: Gray wymienił kilkanaście gatunków – Herpestes sanguineus Rüppell, 1836, Herpestes badius A. Smith, 1838 (= Herpestes sanguineus Rüppell, 1836), Herpestes ornatus W.C.H. Peters, 1852 (= Herpestes sanguineus Rüppell, 1836), Herpestes punctulatus J.E. Gray, 1849 (= Herpestes sanguineus Rüppell, 1836), Calogale venatica J.E. Gray, 1865 (= Herpestes sanguineus Rüppell, 1836), Herpestes gracilis[c] Rüppell, 1836, Calogale grantii[c] J.E. Gray, 1865, Cynictis melanurus[c] W. Martin, 1836, Herpestes mutgigella[c] Rüppell, 1836, Herpestes nepalensis J.E. Gray, 1837 (= Mangusta auropunctata B.H. Hodgson, 1836), Mangusta (Herpestes) nyula[d] B.H. Hodgson, 1836, Herpestes rutilus J.E. Gray, 1861 (= Ichneumon javanica É. Geoffroy Saint-Hilaire, 1818), Herpestes thysanurus[e] J.A. Wagner, 1839 i Herpestes microcephalus Temminck, 1853 (nomen dubium) – z których gatunkiem typowym jest (późniejsze oznaczenie) Herpestes nepalensis J.E. Gray, 1837 (= Mangusta auropunctata Hodgson, 1836).
- Calictis: gr. καλος kalos ‘piękny’; ικτις iktis, ικτιδις iktidis ‘łasica’[17]. Gatunek typowy (oznaczenie monotypowe): Herpestes smithii J.E. Gray, 1837.
- Onychogale: gr. ονυξ onux, ονυχος onukhos ‘pazur, paznokieć’; γαλεη galeē lub γαλη galē ‘łasica’[18]. Gatunek typowy (oznaczenie monotypowe): Herpestes maccarthiae J.E. Gray, 1851 (= Herpestes fuscus Waterhouse, 1838).
- Taeniogale: gr. ταινια tainia ‘przepaska, opaska’; γαλεη galeē lub γαλη galē ‘łasica’[19]. Gatunek typowy (oznaczenie monotypowe): Herpestes vitticollis E.T. Bennett, 1835.

### Podział systematyczny
Wyniki badań opartych na danych molekularnych wykazały, że tradycyjnie rozumiany rodzaj Herpestes obejmujący wszystkie gatunki zawarte w Herpestes, Urva, Galerella i Xenogale jest parafiletyczny, dlatego gatunki azjatyckie zostały przeniesione do ponownie wskrzeszonego rodzaju Urva. Potrzebne są dalsze badania, aby lepiej wyjaśnić relacje między Herpestes i Urva. Do rodzaju należą następujące gatunki:
| Grafika | Gatunek           | Autor i rok opisu                 | Nazwa zwyczajowa    | Podgatunki         | Rozmieszczenie geograficzne | Podstawowe wymiary                           | Status IUCN |
| ------- | ----------------- | --------------------------------- | ------------------- | ------------------ | --- | -------------------------------------------- | ----------- |
|         | Urva brachyurus   | (J.E. Gray, 1837)                 | mangusta kusa       | 2 podgatunki       | południowa Tajlandia, Półwysep Malajski, Singapur, Sumatra i Borneo; zakres wysokości: do 1280 m n.p.m. | DC: 35–49 cm DO: 17–25 cm MC: 1–3 kg         | NT          |
|         | Urva semitorquata | (J.E. Gray, 1846)                 | mangusta obrożna    | 2 podgatunki       | Borneo (Sarawak, Kalimantan oraz być może Brunei), Sumatra (kilka rekordów) i Filipiny (Palawan i Calamian); zakres wysokości: do 1200 m n.p.m.                                                                                             | DC: 40–45 cm DO: 26–30 cm MC: 3–4 kg         | NT          |
|         | Urva urva         | (B.H. Hodgson, 1836)              | mangusta krabożerna | 4 podgatunki       | Nepal, północno-wschodnie Indie, Bhutan, Bangladesz, kontynentalna południowo-wschodnia Azja, Tajwan oraz południowo-środkowa i południowo-wschodnia Chińska Republika Ludowa (włącznie z wyspą Hajnan); zakres wysokości: do 2000 m n.p.m. | DC: 44–56 cm DO: 26–34 cm MC: 3–4 kg         | LC          |
|         | Urva smithii      | (J.E. Gray, 1837)                 | mangusta ruda       | 2 podgatunki       | większa część półwyspowej części Indii i Sri Lanka; zakres wysokości: do 2200 m n.p.m. | DC: 39–47 cm DO: 35–47 cm MC: około 2,7 kg   | LC          |
|         | Urva vitticollis  | (E.T. Bennett, 1835)              | mangusta pręgoszyja | 2 podgatunki       | południowo-zachodnie Indie (Ghaty Zachodnie i Sri Lanka; zakres wysokości: do 2135 m n.p.m. | DC: 46–53 cm DO: 30–32 cm MC: do 3,4 kg      | LC          |
|         | Urva fusca        | (G.R. Waterhouse, 1838)           | mangusta brunatna   | 4 podgatunki       | południowo-zachodnie Indie (Ghatu Zachodnie) i Sri Lanka; zakres wysokości: 900–1400 m n.p.m. | DC: 33–48 cm DO: 19,8–34 cm MC: około 2,7 kg | LC          |
|         | Urva edwardsii    | (É. Geoffroy Saint-Hilaire, 1818) | mangusta indyjska   | 5 podgatunków      | od Półwyspu Arabskiego na wschód przez Iran do Indii, Nepalu, Bhutanu, Bangladeszu i Sri Lanki; zakres wysokości: do 2100 m n.p.m. | DC: 35–45 cm DO: 32–45 cm MC: około 1,4 kg   | LC          |
|         | Urva auropunctata | (Hodgson, 1836)                   | mangusta złocista   | gatunek monotypowy | od Iraku i Iranu na wschód do Bangladeszu i Mjanmy; introdukowany w Indiach Zachodnich, regionie Gujana, Chorwacji, na wyspę Mafia (Tanzania), na Mauritiusie, w Japonii, na Hawajach i Fidżi; zakres wysokości: 0–2100 m n.p.m.            | DC: 25–37 cm DO: 19,2–29 cm MC: 305–662 g    | LC          |
|         | Urva javanica     | (É. Geoffroy Saint-Hilaire, 1818) | mangusta mała       | gatunek monotypowy | południowa Chińska Republika Ludowa (w tym wyspa Hajnan), kontynentalna południowo-wschodnia Azja, Sumatra i Jawa; zakres wysokości: 0–1800 m n.p.m.                                                                                        | DC: 30–41 cm DO: 21–31 cm MC: 0,5–1 kg       | LC          |

Kategorie IUCN:  LC  – gatunek najmniejszej troski,  NT  – gatunek bliski zagrożenia.